# Паниковец (Задонский район)
Паникове́ц — село Задонского района Липецкой области России. Входит в состав Каменского сельсовета. На 1 января 2011 года — 362 жителя.

## География
Стоит на берегу реки Каменки, к западу от города Задонск, в живописной местности со множеством фруктовых садов. Граничит с ландшафтно-геологическим памятником природы «Донские беседы». На окраине села есть смотровая площадка с видом на Дон.
Общая площадь земель села — 0,135 тыс. га

## Топоним
Название село получило от протекающего через село ручья Паниковец.

## История

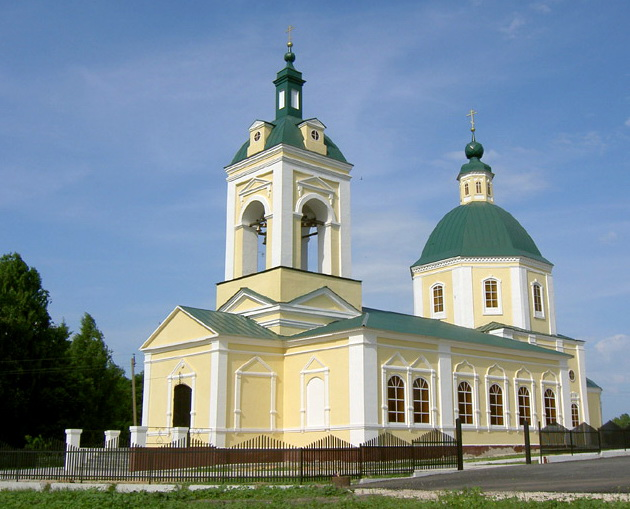
Церковь Богоявления Господня в с. Паниковец. Дата постройки: между 1773 и 1793 гг.

В 1793 г., на месте бывшего деревянного храма, был построен новый, каменный, трёхпрестольный, главный алтарь во имя Богоявления Господня. Затем появился приход во имя Св. Николая Мирликийского и ещё один — во имя мучениц Веры, Надежды, Любви и матери их Софии, а также пределы, в честь Святых равнопрестольных Константина и Елены и Св. Великомученицы Варвары. Так же в деревне построили и часовню. Земли церковной было 49 десятин.
В 1883 году в селе было открыто Паниковское училище, в 1905 году — Земская школа, в 1917 году в селе образовалось «Паниковское общество потребителей». В 1907 году в селе насчитывлось 175 дворов.
2 августа 1926 года центр по Елецкому уезду, в Каменской волости из с. Каменка был перенесён в с. Паниковец.

## Население
| 2010 | 2011 |
| ---- | ---- |
| 333  | ↗362 |

## Известные уроженцы, жители
Наиболее заметными в дореволюционной истории выходцы из села были преимущественно дворяне Грушецкие, так же владевшие «пустошью Терновое» — в начале Фёдор Александрович (кавалер орденов, в том числе высшей воен. награды — орден Святого Георгия, имевшего 4-х детей:
- Надежда, вышедшая замуж за историка Мельгунова, известна как Мельгунова Н. Ф., арендатор в 1887 г. 162 десятин земли[6]; село Паниковец получила в приданое от отца;
- Александр — кавалер орденов, генерал-майор, генерал-губернатор Тамбова[7];
- Николай — отказавшись от дворянских привилегий, участвовал в русско-турецкой войне в качестве простого солдата, награждён солдатским Георгиевским крестом;
- Георгий — уездный агроном Задонского уезда, губернский секретарь Воронежской губернии, член Земского собрания Воронежской губернии и член Задонской уездной оценочной комиссии и уездной землеустроительной комиссии[8].

## Инфраструктура
Личное подсобное хозяйство.
Основа экономики — сельское хозяйство.

## Достопримечательности
Рядом с Богоявленским храмом установлен памятник императору Александру I, выполненный по проекту скульптора Александра Аполлонова и открытый 3 февраля 2014 года.

## Транспорт
Общая протяженность улично-дорожной сети в существующих границах села — 8,24 км